# SSE plc
Die SSE plc (Bis 2010: Scottish and Southern Energy plc) ist ein britisches Erdgasversorgungs-, Stromversorgungs- und Telekommunikationsunternehmen mit Hauptsitz im schottischen Perth. Die Aktien des Unternehmens sind im FTSE 100 Index gelistet.
Scottish & Southern Energy plc entstand 1998 durch Zusammenschluss der Unternehmen Scottish Hydro-Electric plc und Southern Electric plc. Die Geschäftsfelder des Unternehmens sind vertikal integriert mit Tochtergesellschaften im Stromerzeugungs- und -übertragungsgeschäft sowie der Stromversorgung, Speicherung und Versorgung von Erdgas und auch der Telekommunikation.
Scottish and Southern Energy umfasst die folgenden Unternehmen: Swalec, Southern Electric, Scottish Hydro-Electric und Atlantic Electric and Gas.

Historische Logos